# Nesaulax ornaticornis
Nesaulax ornaticornis är en stekelart som först beskrevs av Cameron 1904.  Nesaulax ornaticornis ingår i släktet Nesaulax och familjen bracksteklar. Inga underarter finns listade i Catalogue of Life.